# Ludwig Koenen
Ludwig Koenen (* 5. April 1931 in Köln; † 9. Mai 2023) war ein US-amerikanischer Altphilologe und Papyrologe deutscher Herkunft.

## Leben
Ludwig Koenen studierte Klassische Philologie an der Universität zu Köln, wo er sich besonders an Reinhold Merkelbach anschloss. Durch ihn wurde er an die Papyrologie und die beträchtliche Papyrussammlung der Universität Köln herangeführt und 1956 mit der im Jahr darauf publizierten Arbeit Eine ptolemäische Königsurkunde (P. Kroll) promoviert. Danach wurde Koenen Kustos an der Kölner Papyrussammlung. Gleichzeitig hielt er Lehrveranstaltungen zur Papyrologie, Epigraphik und Paläografie ab.
Nach Forschungsaufenthalten in Oxford und London habilitierte sich Koenen 1969 an der Universität Köln. 1971 wurde er zum Wissenschaftlichen Rat und Professor ernannt. 1975 wechselte er als Associate Professor an die University of Michigan, wo er bis zu seiner Emeritierung (2001) lehrte. 1989 wurde er zum Herbert C. Youtie Professor of Papyrology ernannt, 1995 zum Distinguished Herbert C. Youtie Professor. Im Jahr 1996 wurde er mit der Henry Russel Lectureship geehrt.  2007 erhielt er eine Emeritus Fellowship der Andrew W. Mellon Foundation.
Als Papyrologe erwarb sich Koenen internationale Anerkennung. Er war Mitglied der Association Internationale de Papyrologues und von 1995 bis 2001 deren Präsident, ab 2004 Ehrenpräsident, ferner der American Philosophical Society (ab 1991) sowie der American Academy of Arts and Sciences (ab 1993). 1993/1994 war er Präsident der American Philological Association. Ab 1985 war er korrespondierendes Mitglied des Deutschen Archäologischen Instituts, ab 1998 korrespondierendes Mitglied der Nordrhein-Westfälischen Akademie der Wissenschaften sowie der British Academy.
Koenen edierte zahlreiche Papyrusurkunden aus den Papyrussammlungen in Köln und Michigan. Ab 1967 war er Mitherausgeber der Zeitschrift für Papyrologie und Epigraphik.
Aus der Ehe mit Margret Koenen, geb. Bolder, gingen drei Söhne und eine Tochter hervor, darunter der Alttestamentler Klaus Koenen.

## Wissenschaftliches Werk
- Eine ptolemäische Königsurkunde (P. Kroll) (= Klassisch-philologische Studien. Band 19). Harrassowitz, Wiesbaden 1957. (Dissertation, Köln 1956)
- Eine agonistische Inschrift aus Ägypten und frühptolemäische Königsfeste (= Beiträge zur klassischen Philologie. Band 56). Hain, Meisenheim am Glan 1977, ISBN 3-445-01255-5.
- The Cairo codex of Menander (P. Cair. J. 43227). University of London, Institute of Classical Studies, London 1978.
- mit Albert Henrichs: Der Kölner Mani-Kodex. Abbildungen und diplomatischer Text (= Papyrologische Texte und Abhandlungen. Band 35). Habelt, Bonn 1985, ISBN 3-7749-2146-6.
- mit Cornelia E. Römer: Der Kölner Mani-Kodex. Über das Werden seines Leibes. Kritische Edition (= Abhandlungen der Rheinisch-Westfälischen Akademie der Wissenschaften. Sonderreihe Papyrologica Coloniensia. Band 14). Westdeutscher Verlag, Opladen 1988, ISBN 3-531-09924-8.
- mit Cornelia E. Römer: Mani. Auf der Spur einer verschollenen Religion. Herder, Freiburg 1993, ISBN 3-451-23090-9
- mit  Jaakko Frösén, Antti Arjava and Marjo Lehtinen: The Petra papyri, Band 2 (= American Center of Oriental Research publications. Band 7). American Center of Oriental Research, Amman 2013, ISBN 978-9957-8543-6-2.